# CYP3A5
سیتوکروم P450 3A5 پروتئینی است که در انسان توسط ژن CYP3A5 کدگذاری می‌شود.